# Diego Ceballos
Diego Ceballos (Hurlingham, Buenos Aires, Argentina; 10 de enero de 1978) es un árbitro de fútbol argentino que actualmente dirige en la Primera División Argentina, tras haberlo hecho en la segunda categoría, la Primera B Nacional hasta 2018 por una sanción. Estuvo como árbitro internacional hasta 2015, cuando fue dado de baja de dicha categoría; dirigió encuentros correspondientes a las copas Libertadores y Sudamericana.

## Trayectoria profesional
Su debut en Primera División fue en el estadio Mario Alberto Kempes, de la ciudad de Córdoba, el 28 de agosto de 2011, en el partido por la 4.ª fecha del Torneo Apertura en el que Newell's Old Boys venció a Belgrano por 3 - 2. Está adherido a la AAA.
Su fallida actuación en la final de la Copa Argentina 2014-15 ocasionó que fuera suspendido por la AFA por tiempo indeterminado, y, posteriormente, dado de baja como árbitro internacional.
En el inicio de la temporada 2016 se consideró cumplida la sanción y fue rehabilitado para volver a dirigir, en la Primera B Nacional.
El 10 de abril de 2018 es designado para dirigir Belgrano-Arsenal, volviendo así a dirigir en la máxima categoría.

## Polémicas
En la final de la Copa Argentina 2014-15 cobró un penal fuera del área a favor de Boca Juniors, además de anular un gol lícito en favor de Rosario Central cuando el cotejo estaba 0 a 0, y de sancionar un gol en offside en favor de Boca, que obtendría una victoria frente a Central por 2 a 0, el 4 de noviembre de 2015. Todo esto ocasionó que fuera suspendido por la AFA por tiempo indeterminado, y, posteriormente, dado de baja como árbitro internacional. A raíz de esta situación, llegó a ser denunciado por presunta estafa y lavado de dinero por algunos asociados del club rosarino.
En 2022 fue involucrado en otra polémica luego de ser el árbitro encargado del VAR, en el partido que se disputó el 26 de julio de 2022 entre Barracas Central y Patronato, benefició al equipo local con la obtención de un penal inexistente y un gol mal anulado a Patronato.
Ceballos volvió a quedar cuestionado por su labor el 16 de octubre de 2023, durante la última fecha del Campeonato de Primera Nacional 2023 en donde dirigió el partido entre Almirante Brown y Temperley. En el primer tiempo el juez convalidó como gol un remate que no llegó a cruzar la línea y posteriormente expulsó a dos jugadores de Temperley por supuestas agresiones. El partido finalizó con victoria de Almirante por 2-0, quien logró clasificar a la final por el ascenso.